# Петър Атанасов (Полаки)
Петър (Петре) Атанасов Апостолов е български революционер, деец на Вътрешната македоно-одринска революционна организация.

## Биография
Петър Атаносв е роден в кочанското село Полаки, тогава в Османската империя. Присъединява се към ВМОРО и става кочански селски войвода на Организацията. Продължава с революционната дейност и след като Кочанско попада в Сърбия след Междусъюзническата война. В 1914 година е четник на Симеон Клинчарски.